# Beuster (Innerste)
Die Beuster ist ein 6,5 km langer, linker bzw. südlicher Nebenfluss der Innerste im Landkreis Hildesheim im südlichen Niedersachsen.
Die Beuster entspringt im Hildesheimer Wald. Im Bereich der Ortschaft Diekholzen vereinigen sich die Kalte Beuster (rechter bzw. südöstlicher Quellbach der Beuster) und die Warme Beuster (linker bzw. nordwestlicher Quellbach der Beuster). Die Beuster fließt anschließend in östlicher Richtung durch den Diekholzener Ortsteil Söhre, um danach bei Hildesheim-Marienburg in die Innerste zu münden.
Die erste schriftliche Erwähnung fand 1305 als Bostere  statt. Der Name ist eine Zusammensetzung aus germanisch *bauþa- für 'stumm, stumpf' und dem germ. Suffix *-stra-.

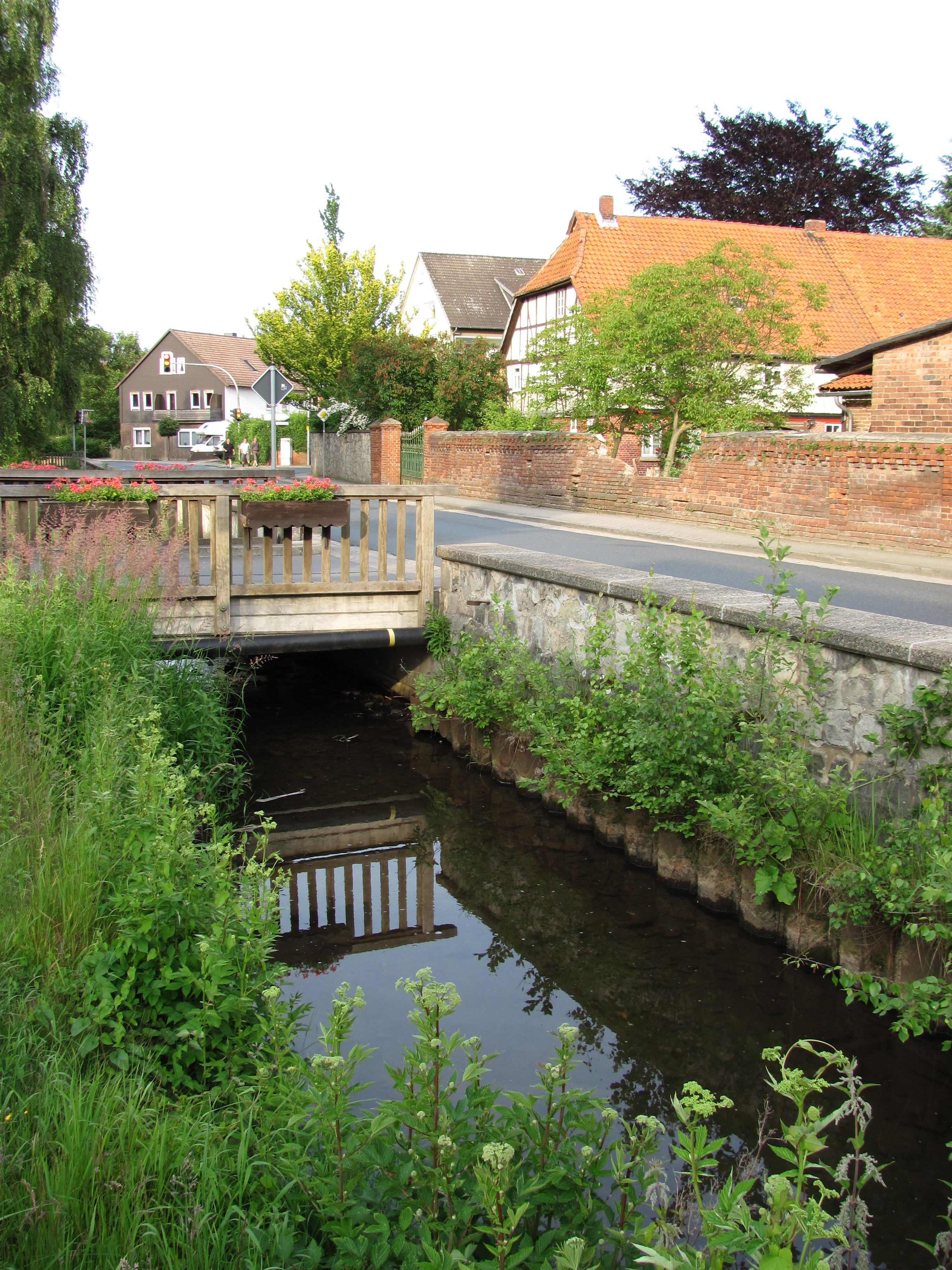
Die Beuster in Diekholzen nach dem Zusammenfluss von Kalter und Warmer Beuster